# Melanagromyza setifrons
Melanagromyza setifrons är en tvåvingeart som beskrevs av Axel Leonard Melander 1913. Melanagromyza setifrons ingår i släktet Melanagromyza och familjen minerarflugor. Inga underarter finns listade i Catalogue of Life.